# Castel Condino
Castel Condino (Castèl Condìn o più semplicemente Castèl in dialetto locale) è un comune italiano di 214 abitanti della provincia autonoma di Trento in Trentino-Alto Adige. Il paese si trova a circa 810 m s.l.m. sul fianco destro orografico della valle del Chiese ed è raggiungibile per mezzo della strada provinciale SP70 che si dirama dalla strada statale 237 del Caffaro all'altezza dell'abitato di Cimego.
Il comune è stato istituito nel 1920 in seguito all'annessione della Venezia Tridentina al Regno d'Italia quando era denominato ancora semplicemente Castello. Nel 1928 è stato aggregato al comune di Condino. Nel 1946 viene ricostituito e nove anni dopo, con legge regionale dell'11 luglio 1955, n. 16 mutò la denominazione ufficiale in Castel Condino.

## Geografia fisica
Il paese è situato sulle pendici del Dos del Gal ed è circondato dal Monte Melino, da Cima Pissola e da Cima Marrese. Oltre il paese vi è l'altopiano di Boniprati.

## Origini del nome
Il nome "Castello" si ritiene che derivi da un castelliere o da un castello che era posto in zona a guardia di una strada preistorica che comunicava con la val Camonica.

## Storia
Le origini di Castel Condino sembrano molto antiche, sicuramente il paese esisteva prima dell'anno 1000 d.C.
A testimoniare ciò vi sono i ritrovamenti di monete e tombe romane. 
La storia del paese si intreccia con quella della prima guerra mondiale quando l'intera valle del Chiese si ritrovò con le truppe austrungariche a nord e con quelle italiane a sud. La popolazione venne evacuata e il paese fu distrutto. 

### Storia recente
Il 14 dicembre 2014 nei paesi di Brione, Castel Condino, Cimego e Condino si tenne un referendum per la fusione dei quattro comuni che diede esito negativo solo a Castel Condino che rimase autonomo mandando gli altri tre comuni nuovamente alle urne.

### Simboli
Lo stemma e il gonfalone sono stati adottati dal comune il 29 luglio 1988 e approvati con deliberazione della Giunta provinciale di Trento del 13 dicembre 1988, n. 16242.
Stemma
Il castello nello stemma allude al nome del comune e per simboleggiare l'unione della comunità al suo interno, è presente una porta aperta al libero accesso. Nella muraglia sono aperte quattro feritoie a rappresentare i quattro rioni, Rì, Mez, Nose e Sambe, in cui è suddiviso il paese.
Gonfalone

## Monumenti e luoghi d'interesse

### Architetture religiose
- Chiesa di San Giorgio, edificata nella sua forma attuale nel 1864 in sostituzione del precedente edificio attestato almeno dal secolo XIII. Il campanile è ancora quello dell'edificio originale.[12]
- Cappella dei Morti, edificata nel XIX secolo[13].

## Società

### Evoluzione demografica
Abitanti censiti

## Geografia antropica
Il paese è formato dalle contrade Ri, Mez, Nose e Sambe.

## Amministrazione
| Periodo | Periodo   | Primo cittadino  | Partito      | Carica  | Note   |
| ------- | --------- | ---------------- | ------------ | ------- | ------ |
| 1995    | 2000      | Gino Tarolli     | Lista civica | Sindaco | [ 15 ] |
| 2000    | 2005      | Maurizio Tarolli | Lista civica | Sindaco |        |
| 2005    | 2010      | Maurizio Tarolli | Lista civica | Sindaco |        |
| 2010    | 2015      | Maurizio Tarolli | Lista civica | Sindaco |        |
| 2015    | 2020      | Stefano Bagozzi  | Lista civica | Sindaco |        |
| 2020    | in carica | Stefano Bagozzi  | Lista civica | Sindaco |        |